# Microrégion du Rio Vermelho
La microrégion de Rio Vermelho est l'une des trois microrégions qui subdivisent le nord-ouest de l'État de Goiás au Brésil.
Elle comporte 9 municipalités qui regroupaient 87 890 habitants en 2012 pour une superficie totale de 20 206 km2.

## Municipalités[1]
- Araguapaz
- Aruanã
- Britânia
- Faina
- Goiás
- Itapirapuã
- Jussara
- Matrinchã
- Santa Fé de Goiás